# An Experiment with Time
An Experiment with Time (em português, Um experimento com o tempo) é um livro do engenheiro aeronáutico e filósofo irlandês J. W. Dunne (1875 - 1949) sobre suas experiências de precognição e sobre uma teoria do tempo que, mais tarde, ele denominou Serialismo. Publicado originalmente em março de 1927, foi uma obra muito lida. 
Embora nunca tenha sido aceita pelos cientistas ou filósofos do mainstream, a obra influenciou a imaginação literária de outros autores - como J. B. Priestley (1894 – 1984), Jorge Luis Borges  e C. D. Broad  Posteriormente, Dunne publicou outros livros abordando a mesma temática: The Serial Universe (1934), The New Immortality (1938), Nothing Dies (1940) and Intrusions? (1955). 

## Conteúdo
- I. Definições
- II. O enigma
- III. O experimento
- IV. Duração temporal e fluxo temporal
- V. Tempo serial
- VI. Resposta aos críticos

Apêndice à terceira edição:
- I. Nota de Sir Arthur Eddington
- II. O fator da idade
- III. O novo experimento

Índice

## Conceitos básicos
A teoria de Dunne, elaborada a partir de anos de experimentos com sonhos precognitivos e estados precognitivos induzidos, diz que na realidade todo o tempo é eternamente presente, ou seja, que passado, presente e futuro estão, de algum modo, acontecendo simultaneamente, embora a consciência humana experimente esta simultaneidade de forma linear e sucessiva. Dunne postula que durante o sono esse modo de interpretar o tempo deixa de ser tão concreto como quando estamos acordados. Desta forma, somos capazes de ter o que chamamos de sonhos premonitórios, a medida que a consciência está livre para vagar entre o passado, o presente e o futuro. De tudo isso, Dunne postulou nossa existência em dois níveis, um dentro e outro fora do tempo, o que sugere a ideia de imortalidade que figura em seus livros posteriores The New Immortality e Nothing Dies.
A ideia de que o tempo (e, por consequência, a humanidade) existe simultaneamente e de forma linear é difícil de entender. Uma boa analogia seria um livro. Em qualquer instante, a totalidade do livro existe em si mesmo, mas em um dado momento podemos ler apenas uma página por vez. As outras página, embora existam simultaneamente com a que estamos lendo, permanecem fora de nossa consciência. Se de algum modo pudéssemos ler todas as páginas do livro de uma única vez, ou ser capazes de experimentar o livro em sua totalidade em um único instante, então poderíamos nos aproximar de uma experiência real do mesmo. Do mesmo modo, em nossas vidas estamos conscientes de apenas um momento do tempo, o presente, ao invés de nosso passado, presente e futuro juntos. O passado é recordado, mas não experimentado fisicamente; o futuro permanece desconhecido. Em alguns aspectos, isso é parecido com a descrição apresentada por Tomás de Aquino de Deus contemplando todas as coisas passadas, presentes e futuras no "agora" da eternidade: semelhante a um vigilante no topo de uma montanha olhando para um vale, apreendendo num relance todos os acontecimentos que ocorrem no tempo mundano - o vale - a partir de um ponto de observação fora do tempo.
Conseguir apreciar simultaneamente o passado, o presente e o futuro implicaria numa completa reavaliação da natureza de nossa existência em termos de consciência, tempo e realidade física, algo que Dunne argumenta como sendo a conclusão lógica de seu trabalho. 

## O experimento de Dunne
Em Um experimento com o Tempo, Dunne explica como uma capacidade teórica para perceber eventos fora da corrente de consciência do observador normal pode ser empiricamente verificada, além de apresentar outras possíveis evidências para esse efeito, tal como o fenômeno déjà vu.
Com esse propósito, propõe que os observadores devem colocar-se em um estado onde a consciência poderia ser melhor liberada (como em um estado adormecido) e imediatamente após seu despertar, anotar o que haviam sonhado, juntamente com a data do experimento. Posteriormente, essas anotações deveriam ser exploradas, procurando-se por possíveis conexões entre elas e os acontecimentos da vida real que ocorreram depois que as anotações haviam sido feitas. 
Enquanto a primeira metade do livro explica a teoria, sua última parte apresenta exemplos de anotações realizadas pelo autor e suas posteriores interpretações, verificando a existência de possíveis predições. Naquela época a análise estatística estava recém iniciando, não se podendo, portanto, fazer qualquer cálculo da significância dos eventos coletados.

## Relações com outros sistemas metafísicos
A teoria do tempo de Dunne está relacionada com muitas outras teorias científicas e metafísicas. Os povos aborígenes australianos, por exemplo, crêem que o Tempo do Sonho existe simultaneamente ao presente, passado e futuro, e que essa é a verdade objetiva do tempo, sendo o tempo linear uma criação da consciência humana e, portanto, subjetivo. A Cabala, o taoismo e, de fato, a maioria das tradições místicas,  sempre defenderam que a consciência de vigília permite o conhecimento da realidade e do tempo apenas de forma limitada; que é no estado de sonho que a mente pode perambular livremente através da realidade multidimensional do tempo e do espaço. Do mesmo modo, todas as tradições místicas falam de personagems imortais e temporais, que existem simultaneamente dentro e fora do espaço e do tempo. 
Se a teoria de Dunne for correta, poderia proporcionar uma explicação para as experiências religiosas da eternidade ou atemporalidade relatadas nas obras de religiosos iluminados e místicos de todo mundo.

## Recepção acadêmica
Filósofos que criticaram Um experimento com o Tempo incluem Hyman Levy em Nature, J. A. Gunn, C. D. Broad and M. F. Cleugh. Opiniões diferem quanto à existência de sonhos procognitivos, enquanto seu argumento baseado numa regressão ao infinito foi julgado unanimemente como logicamente falho e incorreto.
O físico e parapsicologista G. N. M. Tyrrell explica:
O senhor J. W. Dunne, em seu livro, Um experimento com o Tempo, introduz um esquema  multidimensional na tentativa de explicar a precognição, tendo aprofundado seu esquema em publicações posteriores. Entretanto, como o Professor Broad mostrou, essas dimensões ilimitadas são desnecessárias, ... e o verdadeiro problema do tempo - o problema do porvir, ou a passagem dos eventos do futuro, através do presente, ao passado, não é explicada por elas, mas continuam nas mãos do autor ao final.
Edições subsequentes continuaram a receber atenção acadêmica. Em 1981 uma nova impressão da  (terceira) edição de 1934 foi publicada com uma introdução do escritor e apresentador Brian Inglis. Um revisão desta edição na revista New Scientist a descreveu como um "clássico definitivo".
A opinião do mainstream científico permanece a de que, embora Dunne fora um escritor divertido, não há evidências científicas de que existam mais do que uma dimensão temporal, e seus argumentos não são convincentes.

## Influência
Na literatura, o interesse na teoria de Dunne pode ser encontrada no poema Burnt Norton de T. S. Eliot, presente em sua obra Four Quartets (Cuatro cuartetos), que abre com as linhas:
se hallan quizá presentes en el tiempo futuro

J. B. Priestley utilizou a teoria de Dunne diretamente em sua obra Time and the Conways, manifestando na introdução sua crença de que a teoria era correta. Outros escritores contemporâneos a Dunne que expressaram seu entusiasmo por suas ideias incluem Aldous Huxley, que também estava interessado na expansão da consciência humana para experimentar o tempo, e Adolfo Bioy Casares, que menciona este livro na introdução de sua novela El sueño de los héroes (1954).
Jorge Luis Borges explica a tese das infinitas dimensões do tempo de Dunne em El tiempo y J. W. Dunne.
Carl Gustav Jung cita J. W. Dunne em sua obra Sincronicidade: um princípio de conexões acausais (ver sincronicidade).
Charles Chilton utilizou a analogia do tempo de Dunne como um livro para explicar a viagem no tempo em seu seriado radiofônico Journey into Space. A fantasia infantil Tom's Midnight Garden, de Philippa Pearce, também utiliza as ideias de Dunne.
A ideia de que o tempo pode ser experimentado de maneira diferente em um espaço curvo é um postulado do físico quântico David Bohm, que também crê que a consciência define a forma na qual percebemos o mundo. Bohm, que pregou uma revolução na consciência humana, a fim de nos libertarmos do velho, newtoniano e mecanicista entendimento do universo, dizia que através de uma transformação da consciência o tempo poderia possivelmente deixar de existir na forma em que o percebemos agora (cf., "Más allá del tiempo" de Jiddu Krishnamurti e David Bohm).
Em seu livro Is There Life After Death? (2006), o escritor britânico Anthony Peake pretende atualizar as ideias de Dunne à luz das últimas teorias da física quântica, da neurologia e dos estudos da consciência.
A novela de 1964 Froomb! do escritor britânico John Lymington faz referência e se inspira em alguns dos conceitos de Dunne. O protagonista, com a intenção de ser cientificamente "morto" e reanimado a fim de trazer de volta uma visão do Céu, é, ao contrário, transportado ao futuro, em uma "frequência de tempo" paralela. De lá, tenta se comunicar com o controlador da experiência através de sonhos.
Na série de televisão para crianças de 1970, Timeslip, uma bolha do tempo permite que duas crianças viagem entre passado, presente e futuro. A maior parte dos conceitos de viagem no tempo do programa eram baseados em Um experimento com o Tempo.
Um experimento com o Tempo é  referenciado no livro Sidetripping de William S. Burroughs e Charles Gatewood.
Também é mencionado no livro Last Men In London de Olaf Stapledon (1932), assim como na história Murder in the Gunroom de H. Beam Piper.
No filme Fuga do Planeta dos Macacos de 1971, a personagem Dr. Otto Hasslein (Eric Braeden) utiliza o conceito de tempo serial apresentado nos capítulos XX e XXI do livro, usando a analogia do artista se pintando em um quadro (capítulo II do seu livro seguinte, The Serial Universe), 
para explicar a viagem no tempo realizada pelos macacos Cornelius (Roddy McDowall) e Zira (Kim Hunter). 
Já no filme francês Irreversível, de 2002, um dos personagens é visto lendo o livro de Dunne. O filme também investiga aspectos do livro através de seu estilo de filmagem, no qual a história é narrada de trás para a frente, com cada sequência inicial começando minutos ou horas antes da que a precede na narrativa. O tema é Le temps détruit tout ("O tempo a tudo destrói") -  primeira frase falada e última frase escrita.